# گیدریوس آرلاوسکیس
گیدریوس آرلاوسکیس (انگلیسی: Giedrius Arlauskis؛ زادهٔ ۱ دسامبر ۱۹۸۷) بازیکن فوتبال اهل لیتوانی است که در پست دروازه‌بان برای باشگاه رومانیایی یونیورسیتاتئا کرایووا در لیگ دسته اول فوتبال رومانی بازی می‌کند. او یکی از مشهورترین و موفق‌ترین بازیکنانی است که تا به حال در لیگ اول رومانی بازی کرده است.
وی همچنین در تیم ملی فوتبال لیتوانی بازی کرده‌است.